# Энергомашспецсталь
ПАО «Энергомашспецсталь» — украинское машиностроительное предприятие, расположенное в городе Краматорск (Донецкая область), производящее специальные литые и кованые изделия индивидуального и мелкосерийного производства для металлургии, судостроения, энергетики (ветро-, паро-, гидро-, атомной) и общего машиностроения.
Предприятие обладает новейшим металлургическим, метало- и механообрабатывающим оборудованием, и способно выполнять полный цикл производства.
Завод расположен на левом берегу реки Беленькая (Белянка) у её впадения в Казённый Торец. Площадь территории — 136 га.

## История
Июль 1962 — начато строительство «Краматорского завода литья и поковок» («ЛиП») на 70 гектарах земли колхоза «Ясногоровский».
Весна 1963 — началось строительство насосной станции, заводоуправления, блока № 4, склада оборудования и столовой.
29 декабря 1964 — Государственная комиссия подписала акт о введении в эксплуатацию ряда объектов заводу — первой очереди блока № 4, ливневой канализации, водопровода, насосной станции и др.
25 июня 1965 — произведена первая в истории завода плавка в небольшой печи мощностью всего лишь 50 кг в цехе металлургической оснастки.
1966 — вступила в эксплуатацию электроподстанция на 220/110/35/6 кВ и приняла первых отдыхающих турбаза «Липа» на берегу Северского Донца.
1967 — начал давать продукцию кислородно-компрессорный цех; построен детский сад-ясли № 56 «Солнышко» на 140 детей на бульваре Машиностроителей.
1970 — первая плавка на первой в электросталеплавильном цехе печи ДСП-50.
1972 — первая продукция в фасоннолитейном цехе и кузнечно-термическом участке.
1973 — заработала самая мощная на Украине электросталеплавильная печь ДСП-100; в фасоннолитейном цехе первая поточно-формовочная линия.
1974 — начато строительство кузнечно-прессового цеха № 1.
1975 — в электросталеплавильном цехе сдана в эксплуатацию печь ДСП-12.
1978 — в электросталеплавильном цехе выплавлена миллионная тонна стали; запущена вакуумная индукционная печь ВИП-30.
1978—1979 — введены первая очередь кузнечно-прессового цеха № 1 и корпус вспомогательных цехов произведственной площадью 254 тыс. м².
1983 — сданы в эксплуатацию цехи — термический мощностью 9 тыс. т и механообдирочный; а также в Святогорске построен детский лагерь «Юный ленинец» на 420 мест.
1990 — численность сотрудников 7200.
13 ноября 1995 — предприятие преобразовано в открытое акционерное общество.
27 декабря 2007 года — предприятие выкупило у города 136,4376 гектар (1364376 квадратных метров) земли под собственными производственными площадями за 13540500 гривен с рассрочкой платежа на 4 года.
2010 — численность сотрудников 3300.
2010 — впервые на Украине завод «ЭМСС» изготовил уникальный слиток массой 355 т для опорного валка по заказу фирмы THYSSENKRUPP MATERIALS FRANCE
22 декабря 2010 года — холдинг «Атомэнергомаш» приобрел ПАО «Энергомашспецсталь». 92,68 % акций предприятия были выкуплены у кипрской компании «ЭМСС Холдингз Лимитед».
2012 — на ОАО «Энергомашспецсталь» впервые в истории отлит уникальный крупногабаритный слиток рекордным весом 415 тонн.
2013 — На ОАО «Энергомашспецсталь» успешно завершен проект по изготовлению опорного валка весом 255 тонн для толстолистового стана «5000» из уникального слитка весом 412 тонн.
2022 — Предприятие пострадало из-за российского массированного обстрела в ходе вторжения на Украину. Это нарушило планы по строительству российского атомного ледокола «Лидер».